# フランク・ニッティ
フランク・ニッティ（Frank Nitti、本名:フランチェスコ・ラッファエーレ・ニット (Francesco Raffaele Nitto) 、1888年1月27日 - 1943年3月19日）は、シチリア生まれでアメリカ・シカゴのギャングスター。アル・カポネの組織シカゴ・アウトフィットの幹部でカポネの後継者。執行人（エンフォーサー、" The Enforcer"）の異名を持つ。
2歳半の時にアメリカに渡る。帰化の手続きをするのは20年後の1921年3月9日。
第1次世界大戦後、ニューヨークに移住。その後シカゴに移住し、理髪師となる。その後、盗品の宝石を転売するコネクションを作り、ジョニー・トーリオと知り合う。その後、シカゴ・アウトフィットに入り、アル・カポネの逮捕・収監に伴い跡を継ぐことになる。ニッティをカポネ組の頭脳だと見ていた者もいたが、これは過大評価だという。しかしニッティはカポネ組では重要な役割を果たしていたことに違いない。あるときレキシントン・ホテルのエレベーターで、なにかの問題でニッティがカポネに「それは私がやるから、あんたは口を出さないこと」と言い切ったことがあったという。周りにいたものは少し驚いたという。彼はカポネ組のギャンブル事業の監督的立場でもあった。
1930年3月23日に脱税で起訴される。姿をくらませていたが、10月にFBI捜査官によって逮捕される。そのときインディアナ州ミシガンシティ郊外でベルモントという偽名を使ってアパートで妻とひっそりと暮らしていた。1931年1月にレブンワース連邦刑務所に服役した。数ヵ月後に妻が早期釈放を求める嘆願書を仮保釈審議会に提出するが早期釈放には至らず、ニッティは服役態度良好によって軽減された刑期を勤め、1年少々でシカゴへ戻る。
アル・カポネが刑務所に服役していたときカポネ一味を指揮していた。この頃、2人の警察官と口論して撃たれるという事件があった。瀕死の重傷を負ったが命に別状は無かった。2人の警官はギャングたちに睨まれ、警官の職を退く羽目となった。
ウィリー・バイオフ（William Morris Bioff）とジョージ・ブラウン（George Brown）の豪遊ぶりに目をつけて彼らと会合し、ハリウッドに進出しようと考える。その後、バイオフが脱税で捕まり組織のことを話したため、ニッティは逮捕されそうになった。しかし、彼は刑務所へ行くことより、死ぬ方を選んだ。ニッティは、1943年3月19日にシカゴの自宅付近で、拳銃で自分の頭を撃ちぬき自殺した。その後、バイオフは1955年11月4日、マフィアによって暗殺された。
ニッティは、欧米では『アンタッチャブル』、『ロード・トゥ・パーディション』などの映画、音楽などで取り上げられている。